# Вежа у Стрийському парку
Водонапірна вежа — історична і архітектурна пам'ятка місцевого значення в Україні у Стрийському парку, м. Львів, Львівська область.                                           

### Історія
Вежа була зведена в 1894. під час Крайової виставки в Стрийському парку.Вежа була споруджена у вигляді середньовічної башти. Ескіз будівлі зробив професор Юліан Захаревич, а Міхал Лужецький перетворив цей ескіз в проект. Реалізували цей проект будівничі Юзеф Балабан та Влодзімєж Подгорецький.
в 1976 р. в вежі було відкрито кафе-ресторан "Вежа". В 1981 році тут з’явився відеомагнітофон і кафе стало першим у Львові відео-кафе, де крутили закордонні відеоролики. 
В 2017 р. вежа була визнана пам'яткою.

### Легенда
Э легенда, що для будівництва також було використано кілька останніх пам’ятників давнього Стрийського кладовища, яке розміщувалось на території теперішнього парку ім. Б.Хмельницького.